# Wałentyn Połtaweć
Wałentyn Mykołajowycz Połtaweć, ukr. Валентин Миколайович Полтавець (ur. 18 kwietnia 1975 w Dniepropietrowsku) – ukraiński piłkarz, grający na pozycji pomocnika, trener piłkarski.

## Kariera piłkarska

### Kariera klubowa
Wychowanek SDJuSzOR Metałurh Zaporoże. Rozpoczął karierę piłkarską w 1992 w klubie Szachtar Pawłohrad, skąd w 1993 przeszedł do Wiktora Zaporoże. W następnym sezonie już bronił barw innego zaporoskiego klubu Metałurha. W 2000 powrócił do rodzinnego Dniepropietrowska, gdzie został piłkarzem miejscowego Dnipra. W 2003 przeszedł do Arsenału Kijów, skąd w 2004 został zaproszony przez Ihora Biełanowa do szwajcarskiego klubu FC Wil. Po sezonie powrócił do Ukrainy, gdzie został piłkarzem Czornomorca Odessa, w którym występował do 2007. Na początku 2008 przeszedł do klubu Dnister Owidiopol. Latem 2011 po reorganizacji klubu został piłkarzem FK Odessa, gdzie pełnił funkcje kapitana drużyny. Potem grał w amatorskim zespole Bałkany Zoria, w którym zakończył karierę piłkarza w roku 2016.

## Kariera trenerska
Jeszcze będąc piłkarzem rozpoczął pracę trenerską. Od rundy wiosennej sezonu 2011/12 łączył funkcje asystenta trenera z graniem na boisku.

## Sukcesy i odznaczenia

### Sukcesy klubowe
- brązowy medalista Mistrzostw Ukrainy: 2001, 2006
- zdobywca Pucharu Szwajcarii: 2004

### Sukcesy indywidualne
- członek Klubu 300: 322 mecze.